# 277P/LINEAR
277P/LINEAR è una cometa periodica del Sistema solare, appartenente alla famiglia delle comete gioviane. È la 51° cometa periodica scoperta dal Lincoln Near-Earth Asteroid Research program, programma di ricerca del Lincoln Laboratory del MIT per l'individuazione sistematica dei NEO.
Al momento della scoperta, la cometa è stata ritenuta un asteroide e le è stata assegnata la denominazione provvisoria 2005 YQ127. Alcuni giorni dopo, il 6 gennaio 2006 gli astrofili italiani Nico Montigiani, Massimiliano Mannucci e Stefano Riccetti hanno identificato la natura cometaria dell'oggetto.
Sono stati osservati finora tutti i passaggi al perielio successivi alla scoperta.
La cometa ha avuto un incontro ravvicinato con Giove nel giugno del 1889.